# 계승 소수
수학에서 계승 소수(階乘素數, 영어: factorial prime)는 어떤 계승에 1을 더하거나 뺀 꼴의 소수이다.

## 정의
다중 계승 소수(多重階乘素數, 영어: multifactorial prime)는 {\displaystyle n!_{k}\pm 1} 꼴의 소수이다. 특히, 계승 소수는 {\displaystyle n!\pm 1} 꼴의 소수이며, 이중 계승 소수(二重階乘素數, 영어: double factorial prime)는 {\displaystyle n!!\pm 1} 꼴의 소수이다.
비슷하게, 소수 계승 소수(素數階乘素數, 영어: primorial prime)는 {\displaystyle p\#\pm 1} 꼴의 소수이다. 여기서 {\displaystyle p}는 소수이다. 특히, {\displaystyle p\#+1} 꼴의 소수를 유클리드 소수라고 한다.

## 예
계승 소수 {\displaystyle n!-1}은 27개가 발견되었으며, 이에 대응하는 {\displaystyle n}은 다음과 같다.
n = 3, 4, 6, 7, 12, 14, 30, 32, 33, 38, 94, 166, 324, 379, 469, 546, 974, 1963, 3507, 3610, 6917, 21480, 34790, 94550, 103040, 147855, 208003, ... (OEIS의 수열 A002982)
계승 소수 {\displaystyle n!+1}은 22개가 발견되었으며, 이에 대응하는 {\displaystyle n}은 다음과 같다.
n = 0, 1, 2, 3, 11, 27, 37, 41, 73, 77, 116, 154, 320, 340, 399, 427, 872, 1477, 6380, 26951, 110059, 150209, ... (OEIS의 수열 A002981)
이중 계승 소수 {\displaystyle n!!-1}은 13개가 발견되었으며, 이에 대응하는 {\displaystyle n}은 다음과 같다.
n = 3, 4, 6, 8, 16, 26, 64, 82, 90, 118, 194, 214, 728, ... (OEIS의 수열 A007749)
이중 계승 소수 {\displaystyle n!!+1}은 8개가 발견되었으며, 이에 대응하는 {\displaystyle n}은 다음과 같다.
n = 0, 1, 2, 518, 33416, 37310, 52608, 123998, ... (OEIS의 수열 A080778)
소수 계승 소수 {\displaystyle p_{n}\#-1}({\displaystyle p_{n}}은 {\displaystyle n}번째 소수)은 20개가 발견되었으며, 이에 대응하는 {\displaystyle n} 및 {\displaystyle p}는 다음과 같다.
n = 2, 3, 5, 6, 13, 24, 66, 68, 167, 287, 310, 352, 564, 590, 620, 849, 1552, 1849, 67132, 85586, ... (OEIS의 수열 A057704)
p = 3, 5, 11, 13, 41, 89, 317, 337, 991, 1873, 2053, 2377, 4093, 4297, 4583, 6569, 13033, 15877, 843301, 1098133, ... (OEIS의 수열 A006794)
소수 계승 소수 {\displaystyle p_{n}\#+1}은 22개가 발견되었으며, 이에 대응하는 {\displaystyle n} 및 {\displaystyle p}는 다음과 같다.
n = 1, 2, 3, 4, 5, 11, 75, 171, 172, 384, 457, 616, 643, 1391, 1613, 2122, 2647, 2673, 4413, 13494, 31260, 33237, ... (OEIS의 수열 A014545)
p = 2, 3, 5, 7, 11, 31, 379, 1019, 1021, 2657, 3229, 4547, 4787, 11549, 13649, 18523, 23801, 24029, 42209, 145823, 366439, 392113, ... (OEIS의 수열 A005234)

## 같이 보기
- 계승 (수학)
- 소수 계승